# アンフェア the movie
『アンフェア the movie』（アンフェア ザ ムービー）は、2007年3月17日に全国東宝系で公開された日本映画。監督は小林義則、脚本は佐藤嗣麻子、主演は篠原涼子。
2006年に関西テレビと共同テレビの企画・制作により、フジテレビ系列で放送されたテレビドラマ『アンフェア』の劇場版1作目。連続ドラマが好評だったため、1年余りで映画化された。
本作品は『アンフェア the special コード・ブレーキング〜暗号解読』の直接の続編であり、連続ドラマ・スペシャルドラマに残っていた全ての謎が明かされるが、また新たな謎を残す。本作品の宣伝では「雪平夏見、最後の事件。」といったキャッチコピーが使用されたが、2011年に続編となる映画第2作『アンフェア the answer』が公開され、2015年に映画第3作『アンフェア the end』が完結編として公開された。

## 制作
刑事であった父の死の真相を追うために警察官となった女性刑事・雪平夏見が、次々と引き起こされる難事件に立ち向かうドラマ・映画アンフェアシリーズの劇場版第1作。雪平を狙った車両爆破事件に巻き込まれた、彼女の娘である美央の入院中に起こったテロリストグループによる病院占拠、そして待ち受ける東京全都民を標的とした大規模バイオテロに対し、美央を守るために雪平がたった一人で単身病院に潜入しテログループに立ち向かうというストーリーとなっている。
わたらせフィルムコミッションの仲介により、群馬県太田市の太田市役所が劇中に登場する豊洲警察病院として使われている。また、太田市の人々がエキストラとして協力した。
2007年3月17日に行われた初日舞台挨拶の模様を、CS放送の日本映画専門チャンネル、フジテレビ739、関西テレビ☆京都チャンネルで同時生中継（12:30 - 14:30）された（フジテレビ721でも17:00 - 19:00にディレイ放送したほか、各チャンネルで順次リピート放送された）。
興行収入27億2000万円を記録。

## ストーリー
推理小説型予告殺人事件・募金型誘拐事件・×マーク連続殺人事件、そしてコードブレーキング〜暗号解読での警察OB連続殺人事件が解決し、雪平の父の死の真相も判明し全てが終わったかに見えたものの、これらの事件により起こった雪平の心痛は収まらなかった。
そんな中、雪平を狙った乗用車への爆破事件に巻き込まれた雪平の娘・美央が病院に運び込まれ、さらに運悪くその直後に突如現れたテロリストグループにより病院が占拠されてしまう。病院内の一般人たちは全て解放されたものの美央だけは取り残されてしまい、人質に取られた警察庁長官を救出すべく突入したSAT隊も殲滅させられてしまう。テログループの首謀者である後藤は病院内部から殺人ウイルスの病原菌を奪い、東京都内全土にばら撒くという恐るべきバイオテロ計画を予告し、警察内部の80億円の裏金の引き渡しを要求する。美央を助けるべく雪平は三上の手引きを得て単身病院内に潜入するが、テログループが用意した病原菌に美央が感染してしまう。
雪平は娘を救うべくバイオテロ計画の阻止とウイルスの抗血清の入手に向かい、彼女を助けるべく追ってきた斉木と合流、寸前のところで殺人ウイルスの拡散を阻止することに成功する。一方の後藤はハッキング役の蓮見を使い、警察庁次長・入江のPCを通して警察内部の不正の証拠である機密データを手に入れる。しかし後藤は裏でテログループと繋がっていた斉木の裏切りにより銃撃されてデータを奪われ、テログループも制圧され首謀者死亡として事件は終結、そして雪平は美央に抗血清を渡し、無事に命を救うことができた。
事件の数日後、一人ビルの屋上に向かった斉木の前に現れた雪平は、斉木から事の顛末を聞かされる。6年前の自身の婚約者・葉子の身に起こった事件を経て、警察のアンフェアに立ち向かうためには自らもアンフェアを行わなければならなかったと語る斉木に対し、雪平は「貴方のやり方は 復讐の連鎖を産むだけ」と告げ、命を落とした婚約者もそんなことは望んでいなかったはずだと語る。そして互いに銃を構える雪平と斉木だったが、直後に斉木が何者かによって狙撃されてしまう。死の間際に雪平が探していた機密データ入りのUSBメモリを手渡した斉木は息を引き取り、全ての終息後、再び斉木の死の現場に向かった雪平は、彼の最期に見た景色を目に映すのだった。

## キャスト
雪平 夏見（ゆきひら なつみ）
演 - 篠原涼子
警視庁公安部公安総務課主任 警部補。
元警視庁刑事部捜査一課主任。警視庁検挙率ナンバーワン。大酒飲みで、“無駄に美人”。15年前に刑事であった父親を殺した犯人を突き止めるため警察官になった。自身の真っ直ぐかつ強固な信念が災いとなって、かつて引き起こしてしまった事件をきっかけに夫の佐藤和夫と離婚し、娘の美央とは別居しているが、娘に対する愛情は深い。
序盤で自身を狙った車両爆破事件で負傷し入院していた美央がテログループによる占拠事件に巻き込まれてしまう。人質となった警察庁長官への対応を優先した捜査本部からは美央を見殺しにすると突き付けられ、三上や斉木と共に病院に乗り込み美央の救出に向かう。
斉木 陣（さいき じん）
演 - 江口洋介
警視庁公安部公安総務課管理官 警視。
雪平の上司。下戸で甘党。金平糖をよく食べている。公安ナンバーワンと言われるほどの優れた手腕を持つ。6年前に警察内部の裏金について調べていたところを、自分の身代わりに婚約者が車両爆破事件に巻き込まれてしまった過去を持つ。
単身で潜入した雪平を援護すべく彼女を追って病院に潜入するが、実は彼こそが事件の黒幕であり、裏で取引していた蓮見を射殺してUSBメモリを奪った後、駆け付けた後藤をも騙し討ちで銃撃し致命傷を負わせる。上層部の首を挿げ替えるだけの後藤のやり方は甘いと見限っており、後藤に全ての罪を着せて事件を終わらせ自らは政府の関係者と取引し、強大な権力に対抗するための同等の権力の後ろ盾を手に入れようとしていた。しかし終盤でビルの屋上にて何者かに狙撃され、雪平に不正データ入りのUSBメモリを託して死亡する。
三上 薫（みかみ かおる）
演 - 加藤雅也
警視庁刑事部鑑識課検視官 警視。
鑑識としての能力もさることながら、射撃を得意とし深い洞察力も持っている。本編の終了後は雪平の事実上の相棒を務める。やたらと捜査会議に首を突っ込みたがるが、現場での危ない状況には味方のリスクをなくすよう慎重に動く平和主義者でもある。
単身で病院内に乗り込もうとする雪平を制止しようとするが振り切られ、共に潜入する。待ち受けていたテログループの足止めを買って出るも捕縛されるが、特に危害も受けないまま解放される。
山路 哲夫（やまじ てつお）
演 - 寺島進
警視庁刑事部捜査一課 特殊班管理官 警視。
捜査一課管理官だったが前作の事件の責任を取り更迭された。今作では特殊班の管理官に昇格している。
今回の事件の捜査本部の指揮を務め、上層部の意向を唯々諾々と指示する。
小久保 祐二（こくぼ ゆうじ）
演 - 阿部サダヲ
警視庁刑事部捜査一課管理官 警視。
雪平の前の上司で、彼女を徹底的に嫌っている。
蓮見 杏奈（はすみ あんな）
演 - 濱田マリ
元警視庁刑事部捜査一課 情報解析係 巡査部長。
極端な拝金主義者であり金のことしか頭になく、かつて親友だった雪平を裏切り誘拐事件を引き起こすも、後に自身が殺害されかけ今回占拠された病院に収容されていた。
裏で前々から今回の病院占拠計画に協力しており、パソコンの扱いの慣れを活かして施設内のセキュリティ操作や捜査本部へのハッキングによる機密ファイルの回収を実行する。
今回も実のところ金以外のことには興味はなく、終盤で仲間を射殺し逃亡しようとしたものの、自分自身も斉木に裏切られ射殺される。
後藤 国明（ごとう くにあき）
演 - 椎名桔平
テロリストグループのリーダー。かつては警察OBでありSATを経て警察学校の教官にもなっており、同期であった山路からも「彼ほど部下からの信頼の厚い人間はいない」「SAT始まって以来の名指揮官」と評されている。正義感が強く入江に関する不正を内部告発しようとしたが、無実の罪で収監され8年間を刑務所で過ごすこととなる。
今回の病院占拠事件の首謀者であり、身代金のやり取りに紛れて警察上層部のPCをハッキングし警察内部の不正の証拠となる機密データを手に入れ公表することで、上層部を一掃し新たな理想の警察組織を築くというクーデター計画を目論んでいた。自身を慕うかつての仲間や教え子たちを集めて人質籠城事件を引き起こし、さらにはバイオテロの予告を行い動かさせた入江のPCをハッキングして機密ファイルを入手させることに成功するが、裏で共謀していた斉木の裏切りにより銃撃されて致命傷を負う。なおも執念で起き上がり病原菌の入ったアンプルを突き付けるが、直後にSATの一斉射撃を受けて死亡する。
戸田（とだ）
演 - 成宮寛貴
テログループのメンバー。病院占拠の実行犯の一人であり、リーダーである後藤に心から心酔している。バイオテロ計画で使用する細菌を取り出す際に防護服が破れ、細菌に感染する。このことで弱気になってしまうが、一緒にいた美央に優しく接され心が和らぐようになる。中盤で美央に苦しみながら別れを告げるという死を示唆するシーンがあるが、直接的な死亡描写はされていない。
氷川（ひかわ）
演 - 工藤俊作
第1SAT隊中隊長。昭和39年9月19日生まれ。病院占拠事件で突入するが、実は隊全員がテロリストの仲間。突入直後にテロリストからの銃撃で全滅したかのように装って後藤と合流する。その後に追加投入された第2SAT隊を待ち伏せして射殺する。また、この映画の前編に当たる「コード・ブレーキング 暗号解読」では、警察OB連続殺人の実行犯。
入江（いりえ）
演 - 大杉漣
警察庁次長 警視監。
警察の面子を重視し、次期警察庁長官のポストを狙っている。篠崎長官を人質に取られるも彼の死も織り込み済みでテログループの要求を突き返したものの、後藤に過去に行っていた不正の証拠とバイオテロ実行の天秤を突き付けられ、自身のPCを経由しての80億円の振り込みを要求される。PCは蓮見の手で機密ファイルのハッキングに使用された上、その80億円は斉木によって匿名での犯罪被害者支援団体への寄付に回された。
警視総監
演 - 寺田農
警視総監。豊洲警察病院内に検査入院していた警察庁長官がテログループの人質に取られたため立てこもり事件の監督に関わる。警察の面子を重視し、取り残された美央を見捨てるよう指示した。
篠崎（しのざき）
演 - 浜田晃
警察庁長官。病院に検査入院していたところをテログループの人質に取られ、警察が要求を呑まなかったことで射殺された。
佐藤 美央（さとう みお）
演 - 向井地美音
雪平の娘。
雪平を狙った爆破事件の身代わりとなり負傷し豊洲警察病院に入院するが、そこで発生した立てこもり事件に巻き込まれた上、さらにテログループが用意した病原菌に感染してしまう。
浩子（ひろこ）
演 - 加藤ローサ（友情出演）
豊洲警察病院の看護師。美央の看護を担当しておりテロ事件発生の際は幼い美央を匿おうとしたが、それが却って仇となって病院内に美央が取り残されてしまう。直後にテログループに見つかり射殺された（殺害される直接的な描写はない）。
真紀子（まきこ）
演 - 原田佳奈
多忙な雪平が雇ったベビーシッター。美央を車で学校へ送迎しようとした際に、雪平を狙った車両爆破事件に巻き込まれて死亡する。
葉子（ようこ）
演 - 遠山景織子
斉木の元婚約者。6年前に斉木の身代わりとなり爆破事故に巻き込まれ、一命は取り留めたものの全身に火傷を負って車椅子生活を余儀なくされ、その後飛び降り自殺によって命を落とした。
葉子の母
演 - 朝加真由美

## スタッフ
- 原作 - 秦建日子『推理小説』（河出書房新社）
- 監督 - 小林義則
- 脚本 - 佐藤嗣麻子
- 音楽 - 住友紀人
- 主題歌 - 伊藤由奈「I'm Here」（Sony Music Records）
- 挿入歌 - 伊藤由奈「Reason Why」（Sony Music Records）
- 製作 - 谷泰三、亀山千広、島谷能成
- 企画 - 籏啓祝、清水賢治、市川南
- エグゼクティブプロデューサー - 臼井裕詞
- プロデューサー - 吉條英希、稲田秀樹
- ラインプロデューサー - 小林正知
- 撮影 - 大石弘宣
- 照明 - 花岡正光
- 美術 - 柳川和央
- 録音 - 芦原邦雄
- 編集 - 穂垣順之助
- 映像 - 吉川博文
- 選曲 - 泉清二
- VFX - 泉谷修
- スクリプター - 天池芳美
- 装飾 - 高島寿生
- スタントコーディネーター - 釼持誠
- 技術プロデューサー - 佐々木宣明
- 美術プロデューサー - 津留啓亮
- 助監督 - 舟橋哲男、根本和政
- 製作担当 - 梶原富治
- 制作プロダクション - 共同テレビジョン
- 製作 - 関西テレビ放送、フジテレビジョン、東宝
- 配給 - 東宝

## 関連商品

### ガイドブック
- アンフェア the movie オフィシャルガイドブック（2007年3月7日発売、東京ニュース通信社）

### 小説
- 小説 アンフェア the movie（2007年4月6日発売、ワニブックス）

### サウンドトラック
- アンフェア the movie オリジナル・サウンドトラック（2007年3月21日発売、ソニー・ミュージックエンタテインメント）

### DVD・Blu-ray
- アンフェア the movie DVD（2枚組・2007.9.19）
  - ディスク1：本編DVD
    - 映像特典 キャスト・スタッフプロフィール
    - 音声特典 オーディオコメンタリー（小林義則監督×臼井裕詞エグゼクティブ・プロデューサー×吉條英希&稲田秀樹プロデューサー×MC：笠井信輔フジテレビアナウンサー）

  - ディスク2：特典DVD
    - メイキング
      - 〜アンフェアなのは誰!?〜「アンフェア the movie」完全攻略
      - 完全攻略!「アンフェア the movie」〜真の裏切り者は誰だ?〜
      - 「アンフェア the movie」〜遂に明かされる衝撃の真実!徹底攻略

    - 未公開シーン集
    - 特報・劇場予告編・TVスポット集

  - 封入特典 ブックレット
  - 特製アウターケース
- アンフェア the movie DVD低価格版（1枚組・2012.3.21）
  - 本編ディスクは既発版と同様
- アンフェア the movie Blu-ray（1枚組・2012.3.21）
  - 映像・音声特典はDVD（1枚組版）と同様

## テレビ放送
| 回数 | テレビ局   | 番組名（放送枠名） | 放送日         | 放送時間      | 放送分数 | 視聴率 |
| ---- | ---------- | ------------------ | -------------- | ------------- | -------- | ------ |
| 1    | フジテレビ | 土曜プレミアム     | 2008年4月12日  | 21:00 - 23:10 | 130分    | 17.6%  |
| 2    | フジテレビ | 土曜プレミアム     | 2009年4月18日  | 21:00 - 23:10 | 130分    | 13.3%  |
| 3    | フジテレビ | 土曜プレミアム     | 2011年9月17日  | 21:00 - 23:10 | 130分    |        |
| 4    | フジテレビ | 土曜プレミアム     | 2013年10月19日 | 21:00 - 23:10 | 130分    | 11.0%  |
| 5    | フジテレビ | 土曜プレミアム     | 2015年9月5日   | 21:45 - 23:55 | 130分    | 9.5%   |
| 6    | フジテレビ | （なし）           | 2017年9月25日  | 21:00 - 23:18 | 138分    | 7.6%   |

- 視聴率はビデオリサーチ調べ、関東地区・世帯・リアルタイム。